# کرمی‌مارمولکان
کرمی‌مارمولکان (نام علمی: Amphisbaenia) نام یک کلاد از راسته پولک‌داران است.
آنها گروهی از خزندگان را تشکیل می دهند،  که کمتر شناخته شده اند. از آنجایی که آنها زمین را می کنند، و تقریباً به طور کامل در زیر زمین زندگی می کنند، به ندرت دیده می شوند. یک گونه در ایالات متحده ، به نام Rhineura floridana ، در برخی از مناطق فلوریدا یافت می شود. تعدادی از گونه ها در سایر مناطق جهان، به ویژه در آمریکای جنوبی و آفریقا وجود دارند.
آنها خزندگان هزارتویی هستند، که تونل‌های زیرزمینی می‌سازند. که با آن در جستجوی مواد غذایی مانند حشرات و کرم‌ها گشت می‌زنند. اگرچه چشمان کوچک زیر سطح بدن آنها می توانند نور را از طریق یک مقیاس شفاف دریافت کند، اما به وضوح از بینایی استفاده نمی کنند. با این حال، دلایلی وجود دارد که نشان می دهد آنها از شنوایی برای یافتن شکار خود استفاده می کنند.

## ساختار گوش
کرمی مارمولکان، مانند مارها، هیچ نشانه سطحی از گوش ندارند.آنها دارای یک مکانیسم دریافتی در زیر سطح گوش و متفاوت از آنچه در مارها وجود دارد دارند، که ارتعاشات را به گوش داخلی منتقل می کند.
مکانیسم شنوایی کرمی مارمولکان تا حدودی بسته به گونه آنها متفاوت است، اما اساساً حساسیت، که با گونه‌ها نیز متفاوت است، با توجه به ماهیت غیرعادی مکانیسم درگیر، در برخی گونه‌ها به طرز شگفت‌آوری بالاست. مطالعات مشابه با آنچه در مورد مارها انجام شده است ثابت کرده است، که گوش کرمی مارمولکان صداهای هوایی را دریافت می کند، و می تواند مسیری را که صدا از آن سرچشمه می گیرد را تعیین کند، همانطور که انتظار می رفت، این گوش به ارتعاشات مکانیکی که مستقیماً به جمجمه منتقل می شود نیز پاسخ می دهد.